# Gabriele Münter
Gabriele Münter (19. února 1877, Berlín – 19. května 1962, Bavorsko) byla německá expresionistická malířka, která stála na počátku 20. století v čele mnichovské avantgardy. Studovala u malíře Vasilije Kandinského a také s ním žila. Byla zakládající členkou expresionistické skupiny Der Blaue Reiter.

## Životopis
Gabriele Münter se narodila rodičům vyšší střední třídy v Berlíně 19. února 1877. Její otec zemřel v roce 1886. Bez ohledu na to její rodina podporovala touhu své dcery stát se umělkyní. Gabriele kreslila už jako dítě. Později měla soukromého učitele. V roce 1897, ve věku dvaceti let, absolvovala umělecké vzdělání v düsseldorfském ateliéru umělce Ernsta Bosche a později na "Damenschule" (ženská škola) Willyho Platze.
V roce 1898, když jí bylo 21 let a oba její rodiče už byli mrtví, rozhodla se podniknout se svou sestrou výlet do Ameriky a navštívit zde širší rodinu. V Americe sestry žily více než dva roky, zejména ve státech Texas, Arkansas a Missouri; z tohoto období se dochovalo šest skicářů s obrázky lidí, rostlin a krajiny. Sestry zdědily dost peněz na to, aby mohly v Americe žít svobodně a nezávisle. Její dětství a raná dospělost značně ovlivnily její budoucí uměleckou kariéru. Mohla si dopřát svobodný a konvencemi nesvázaný život. Také pobyt v Americe a cesty po Evropě ukázaly Münterové možnost společenského postavení, jaké v té době mělo jen velmi málo žen. Münterová se rozhodla studovat dřevořezbu, sochařství, malbu a grafiku.

V roce 1901 navštěvovala kurzy pro začátečníky Maximiliána Dasia na "Damenakademie" (ženská akademie) na Münchener Künstlerinnenverein (Mnichovské sdružení žen umělkyň). Münterová poté studovala na avantgardní škole, instituci "Phalanx School", kterou založil ruský umělec Vasilij Kandinskij. Gabriele na škole navštěvovala sochařské kurzy vedené Wilhelmem Hüsgenem. V té době Gabriele studovala mimo oficiální umělecké akademie v Mnichově a Düsseldorfu, protože tyto byly pro ženy uzavřeny. Na škole "Phalanx School" se seznámila s postimpresionismem a pointilismem vytvářeným technikou paletového nože a štětce. Její živé barvy ohraničené výrazné obrysy byly částečně odvozeny od Gauguina a fauvistů, které obdivovala. Münterová se ovšem také inspirovala bavorským lidovým uměním, zejména technikou malby na reverzní sklo (německy Hinterglasmalerei).
Krátce poté, co začala navštěvovat umělecké kurzy, začala Münterová spolupracovat s Kandinským. Umělecká spolupráce se brzy změnila v osobní vztah trvající více než deset let. Kandinskij byl prvním učitelem, který vzal její malířské schopnosti vážně. V létě roku 1902 pozval Kandinskij Münterovou na letní kurzy malování do Alp a ona přijala.
Zpočátku jsem se se svým rukopisem setkala s velkými obtížemi - myslím tím, co Francouzi nazývají la touche de pinceau. Takže Kandinskij mě naučil, jak dosáhnout efektů, které jsem chtěla, pomocí paletového nože... Mým hlavním problémem bylo, že jsem nedokázala malovat dostatečně rychle. Moje obrázky jsou všechny zachycením okamžiků života - mám na mysli okamžité vizuální zážitky, obecně zaznamenané velmi rychle a spontánně. Když začnu malovat, je to jako náhle skočit do hlubokých vod a nikdy předem nevím, jestli budu schopna plavat. Byl to Kandinskij, kdo mě naučil techniku plavání. Myslím tím, že mě naučil pracovat dostatečně rychle a s dostatečným sebevědomím, abych byla schopna dosáhnout tohoto druhu rychlého a spontánního zaznamenávání okamžiků života.
Gabriele Münter, Reinhold Heller: Roky expresionismu 1903–1920. New York: Presteverlag, 1997

## Dílo
Münterová byla zaměřená na německý expresionismus a pracovala s různými materiály. Vytvořila mezi jiným mnoho dřevorytů a linorytů. Vedla si deník a zdokumentovala svou umělecké artefakty pomocí nejmodernější kamery. Znala mnoho slavných umělců té doby; v jednom z časopisů uvedla, že se chce učit od avantgardních francouzských umělců.

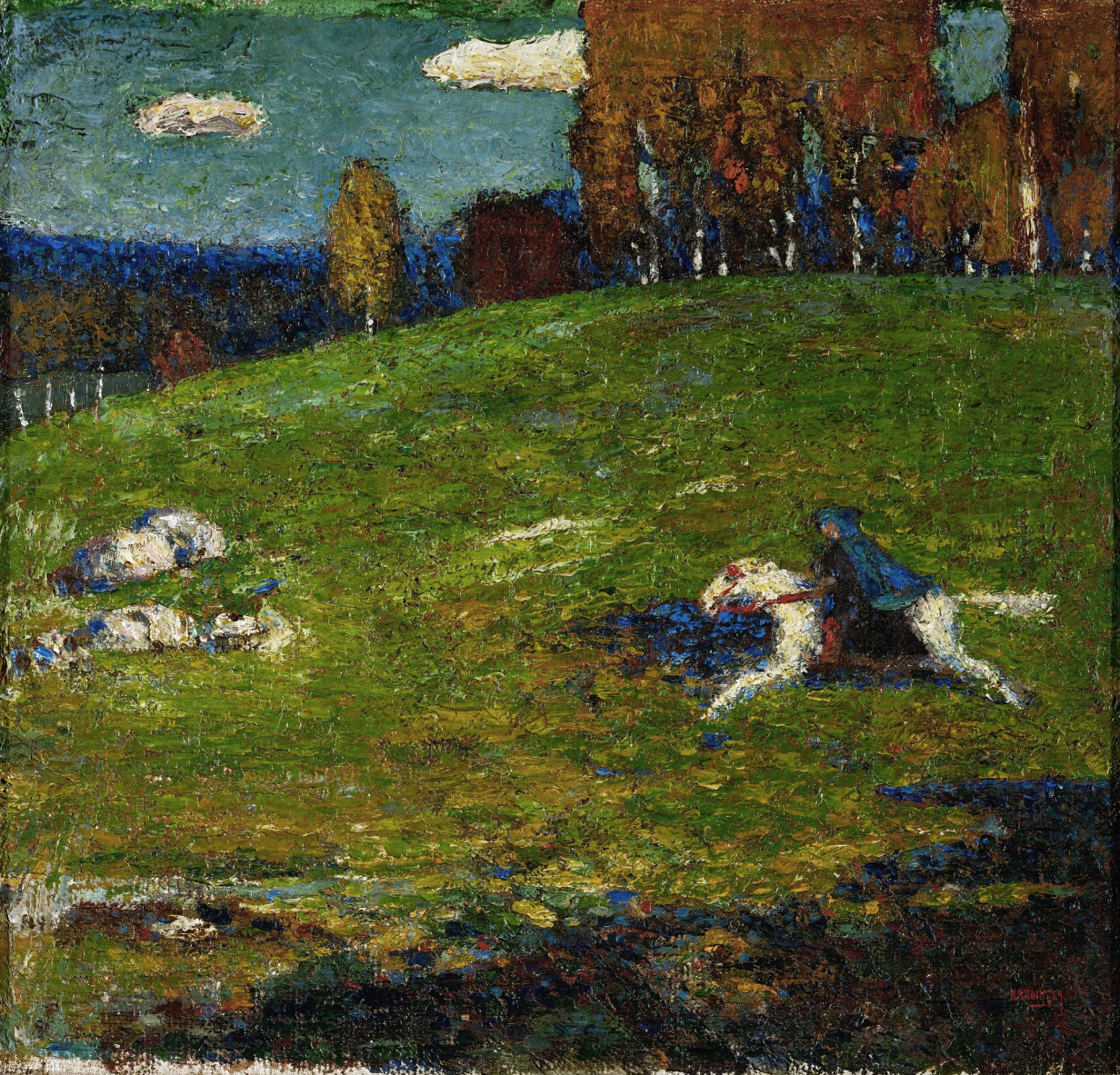
Obraz Jezdec v modrém na bílém koni, Vasilij Kandinskij, 1903

Münterová byla součástí malé skupiny umělců aktivních v transformaci pozdně impresionistické, neoimpresionistické a Art Nouveau či secesní malby na radikálnější umění, které se dnes označuje jako expresionismus. Hned počátkem své kariéry Gabriele rozvíjela svůj zájem o krajinu. Její krajinomalby využívají radikální Art Nouveau, jednoduchost a sugestivní symboliku s jemně tlumenými barvami, zhrouceným obrazovým prostorem a zploštělými tvary. Ráda zobrazovala svět dětí; pomocí barevných tisků dětí a jejich hraček ukazuje Münter přesnost a jednoduchost formy ve svém odmítnutí symbolického obsahu.
V roce 1908 se její práce začala měnit. Silně ovlivněna Matissem a fauvismem, Gauguinem a van Goghem se její práce stala reprezentativnější. Gabriele se uchýlila se do malého bavorského tržního města Murnau, vesnice nedotčené industrializací, pokrokem a technologiemi. Münterová si zde koupila dům a strávila zde většinu svého života. Právě zde začala ve svých krajinomalbách zdůrazňovat přírodu, nevšední krajinu a stavěla se do opozice vůči německé moderně. Její krajiny jsou neobvyklé v použití modré, zelené, žluté a růžové; barva vůbec hraje v raných dílech Münterové velkou roli. Používá barvu k vyvolání pocitů: malebných, lákavých, nápaditých a bohatých na fantazii. Ve svých krajinách představuje vesnici a venkov jako projevy lidského života; existuje v nich neustálá interakce soužití s přírodou.
Vztah Münterové a Kandinského ovlivnil i Kandinského práci. Začal přejímat její používání sytých barev a abstraktního expresionistického stylu. Cestovali spolu po Evropě, do Nizozemska, Itálie a Francie i do severní Afriky. Na cestách se setkali s Rousseauem a Matissem. Münterová a Kandinskij pomohli založit mnichovskou avantgardní skupinu s názvem "Asociace nových umělců" (Neue Künstlervereinigung). Skupina se podílela na řadě nejvýznamnějších avantgardních výstav v Německu až do první světové války.
V roce 1911 byla Münterová jedním z prvních umělců, kteří vystavovali v Kandinského německé expresionistické skupině známé jako Der Blaue Reiter (Modrý jezdec). V rámci skupiny se umělecké přístupy a cíle mezi umělci lišily; sdíleli však společnou touhu vyjadřovat duchovní pravdy prostřednictvím umění. Prosazovali moderní umění, spojení vizuálního umění a hudby, duchovní a symbolické asociace barev a spontánní, intuitivní přístup k malbě v jejím směřování k abstrakci.
V práci Gabriely Münter dochází k přechodu od víceméně impresionistického kopírování přírody k zobrazování jejího obsahu, abstrahování a kreslení extraktu. Rostl její zájem o zobrazení ducha moderní civilizace v malbě, její sociální a politické vřavy a její posun směrem k materialismu a odcizení. Münterová poznamenala, že všechny obrázky jsou zachycením okamžiku života: okamžité vizuální zážitky, obvykle rychlé a spontánní; její obrazy mají každý svou vlastní identitu, svůj vlastní tvar a svou vlastní funkci.
U Münterové tyto myšlenky vyjadřuje použití barvy. Němečtí expresionisté se posunuli k primitivnímu umění jako k modelu abstrakce nebo k nereprezentativnímu, neakademickému a neburžoaznímu umění. Německý umělec nehledal harmonii vnějšího vzhledu, ale tajemství ukryté za vnější formou. On (nebo ona) se zajímal o duši věcí a chtěl ji odhalit.

## Pozdní léta

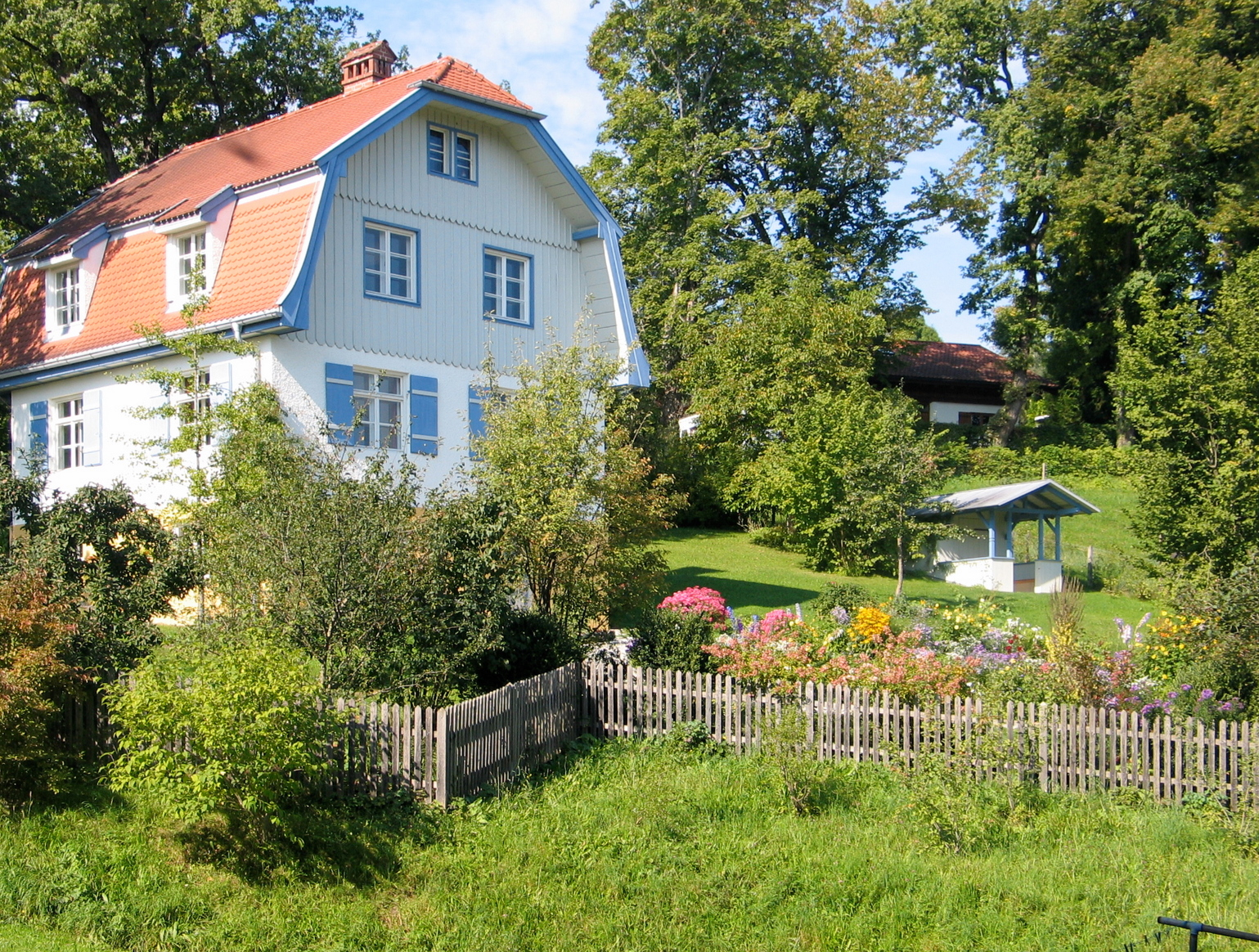
Dům Gabriele Münter v Murnau

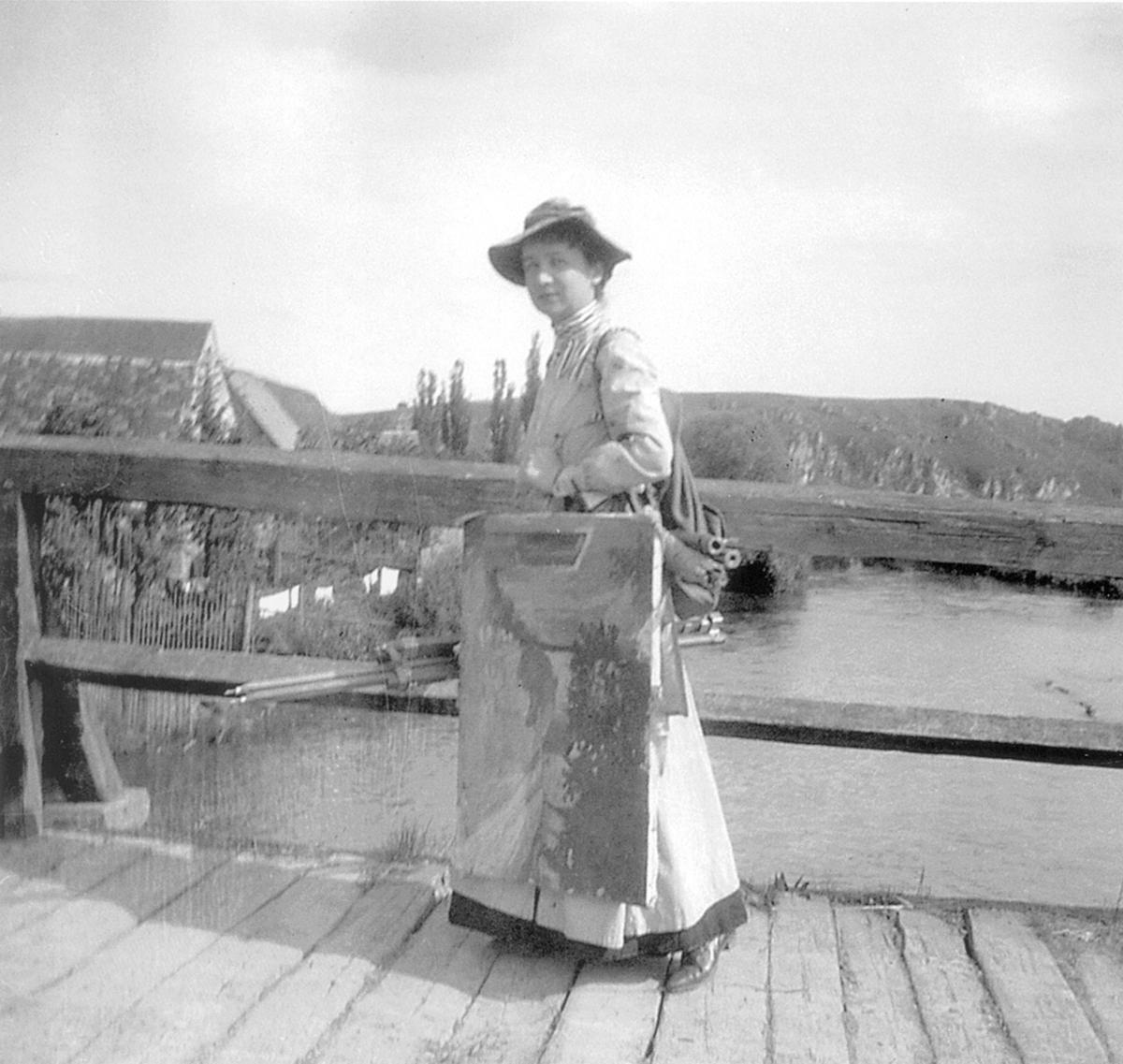
Gabriele Münter na mostě v Kallmünz, 1903

Když začala první světová válka, Münterová a Kandinskij se přestěhovali do Švýcarska. V roce 1914 se Kandinskij vrátil do Ruska bez Gabriely a jeho manželství s Ninou Andrejevskou, uzavřené v roce 1917, znamenalo konec vztahů Münterové a Kandinského. Po odchodu Kandinského z jejího života následně nastalo období nečinnosti v její umělecké kariéře. Kandinskému vrátila řadu obrazů a kreseb a další práce uložila na mnoho let do skladu. K malování se vrátila teprve koncem dvacátých let, poté, co se po válce přestěhovala s Johannesem Eichnerem zpět do Německa.
Ve 30. letech, kdy se v Evropě začalo zvyšovat napětí a nacistická vláda odsoudila v Německu modernistická hnutí, nechala všechny umělecké práce, které vytvořila ona, Kandinskij a ostatní členové skupiny Der Blaue Reiter převézt do svého domu, kde je uschovala. I přes své finanční problémy je během druhé světové války pečlivě ukrývala. Ani přes opakované domovní prohlídky nebyly obrazy nikdy nacisty nalezeny.
U příležitosti osmdesátých narozenin věnovala Gabriele Münter celou svou sbírku, obsahující více než 80 olejomaleb a 330 kreseb městské galerii "Städtische Galerie" umístěné v bývalém domě malíře Franze von Lenbacha (Lenbachhaus) v Mnichově. V roce 1956 získala Münterová několik ocenění, například Cenu kultury od Mnichova. Její díla byla poprvé vystavena v šedesátých letech 20. století v USA a v roce 1961 byla vystavena v Mannheim Kunsthalle. I když žila s Johannesem Eichnerem, stále zastupovala hnutí Der Blaue Reitter.
Gabriele prožila zbytek svého života v Murnau, i když často cestovala do Mnichova. Zemřela doma v Murnau am Staffelsee dne 19. května 1962. Nadace Gabrielle Münter a Johannese Eichnera, založena roku 1966, se stala cenným výzkumným centrem umění nejen jejího, ale i celé skupiny Der Blaue Reitter.
V roce 2018 uspořádalo Louisiana Museum of Modern Art (Louisianské muzeum moderního umění) v dánské Kodani výstavu trvající od května do srpna s přibližně 130 díly Gabriele Münterové, z nichž mnohá byla uvedena poprvé. Jednalo se o první komplexní retrospektivu umělkyně po několika desetiletích.

## Styl
Její styl se během její kariéry vyvíjel. Její raná díla z doby, kdy pracovala ve "Phalanx School", ukazují rozsáhlé použití paletového nože a omezenou barevnou škálu žlutých, zelených a hnědých. Její následné krajiny, z nichž mnohé byly namalovány v Murnau, mají silné kontury kolem palety modré, zelené, žluté a růžové, často s důrazem na červenou. Během Gabrieliny kariéry hrála barva v její práci velkou roli. Na počátku 20. let 20. století Münterová malovala portréty s minimální konturou a kompoziční čistotou oceňovanou v kruzích uměleckého směru 20. let 20. století Nová věcnost, (něm. Neue Sachlichkeit, angl. New Objectivity).